# قاتس إشيماتسو
قاتس إشيماتسو (باليابانية: ガッツ石松) مواليد 5 يونيو 1949 في توتشيغي، اليابان، هو ملاكم ياباني يصنف ضمن فئة الوزن الخفيف. حقق بطولة المجلس العالمي للملاكمة.

## إحصائيات
خاض خلال مسيرته 51 نزالا، فاز في 31 وتعادل في 6 وخسر في 14. فاز بالضربة القاضية في 17 نزالا.

## روابط خارجية
- قاتس إشيماتسو على موقع IMDb (الإنجليزية)
- قاتس إشيماتسو على موقع ميوزك برينز (الإنجليزية)
- قاتس إشيماتسو على موقع قاعدة بيانات الفيلم (الإنجليزية)
- قاتس إشيماتسو على موقع بوكس ريك (الإنجليزية) (registration required)